# BBC電影
BBC電影（英語：BBC Film）是英國廣播公司（BBC）的電影製作部門，成立於1990年，在近年製作和參與製作了多部成功的英國電影。自2013年開始，BBC電影的總部位於倫敦的BBC廣播大樓。BBC電影每年大約製作八部電影作品。

## 外部連結
- 在BBC Online了解BBC Films